# João de Brito e Vasconcelos
João de Brito e Vasconcelos (Lamego,? — Lisboa, 29 de novembro de 1718) foi o 18.º bispo da Diocese de Angra, sendo nomeado no ano de 1718. Embora tendo sido sagrado e tomado posse do cargo por um seu procurador, não chegou a entrar na Sé de Angra, por ter entretanto falecido.